# Сидоров, Николай Сергеевич
Николай Сергеевич Сидоров (род. 5 ноября 1974, Калуга, СССР) — российский футболист и тренер. Тренер клуба «Калуга».

## Биография
Родился в Калуга 5 ноября 1974 года. Окончил Московскую государственную академию физической культуры.
Воспитанник футбольной школы «Смена» города Калуги. Первым профессиональным клубом в его карьере стала калужская «Заря». В Высшем дивизионе дебютировал в 1998 году в составе ярославского «Шинника». Участвовал в футбольных матчах Кубка УЕФА, играл за ряд других профессиональных футбольных клубов России.
Сидоров В 2010 году завершил свою карьеру в составе футбольного клуба «Калуга». В 2011 году стал тренером клуба «Калуга». В 2018 году переведён на тренерскую работу в команду спортивной школы «Калуга».

## Достижения
- Лучший бомбардир третьей лиги зоны «Центр» первенства России 1997 — 18 голов[3].